# Nemesia suaveolens
Nemesia suaveolens är en flenörtsväxtart som beskrevs av K.E.Steiner. Nemesia suaveolens ingår i släktet nemesior, och familjen flenörtsväxter. Inga underarter finns listade i Catalogue of Life.